# Fat Music Vol. III: Physical Fatness
Fat Music Volume 3: Physical Fatness è la terza raccolta pubblicata dall'etichetta Fat Wreck Chords nel 1996.

## Tracce
1. Olive Me - NOFX
2. Stand - Good Riddance
3. Whatever Happened to the Likely Lads? (cover della sigla dell'omonima serie TV) - Snuff
4. Ultimate Devotion - Strung Out
5. Biggest Joke - Goober Patrol
6. My Sweet Dog - Hi-Standard
7. Cool Kids - Screeching Weasel
8. Raise A Family - Lagwagon
9. Sour - Bracket
10. Next in Line - $wingin' Utter$
11. On the Outside - No Use for a Name
12. My Pop the Cop - The Dickies
13. Painless - Screw 32
14. True - Propagandhi
15. Partial Birth - Tilt
16. Go Away - 88 Fingers Louie
17. Me and Julio Down by the Schoolyard (cover di Paul Simon) - Me First and the Gimme Gimmes
18. Arsehole - Snuff